# David Rees
|  | Per a altres significats, vegeu «David Rees-Williams». |

David Rees (Màlaga, 24 d'agost de 1994) és un cantant espanyol d'ascendència britànica. Ha aconseguit popularitat fent versions de cançons al seu canal de Youtube, on també publica cançons originals des de l'any 2016.
Va néixer a Màlaga en una família d'origen britànic establerta a Espanya. Des de petit, la seva família es va traslladar diverses vegades: va viure primer a San Roque (Cadis) i posteriorment a Zafra (Badajoz). És graduat en Psicologia per la Universitat de Salamanca. La música l'ha acompanyat des de petit. Està format professionalment en flauta travessera i va aprendre pel seu compte a tocar el piano, la guitarra i l'ukelele.
Va començar a pujar vídeos de versions al seu canal de Youtube l'any 2014 i actualment té més de dos milions de seguidors. En 2016, va començar a compartir cançons originals, algunes de la quals van aconseguir gran popularitat (De ellos aprendí, amb més de 380 milions de reproduccions només a Youtube). L'any 2018, es va auto-publicar un EP amb tres cançons originals. El 8 de juny de 2020 va anunciar la publicació del seu primer àlbum d'estudi, Amarillo, per al 26 de juny del mateix any.